# Dedicated (album Carly Rae Jepsen)
Dedicated – czwarty album studyjny kanadyjskiej piosenkarki Carly Rae Jepsen wydany w 2019 roku przez 604 Records, School Boy Records i Interscope Records.
Prace nad albumem rozpoczęły się już w połowie 2016 roku, kiedy to Jepsen wyjechała do Szwecji by pracować z takimi kompozytorami jak Patrik Berger i Noonie Bao. Początkowo artystka tworzyła pod silną inspiracją muzyki disco z lat 70., w tym twórczością takich artystów jak ABBA, Bee Gees i Donna Summer. Ostatecznie na brzmienie płyty miały wpływ także lata 80. i 90. W ramach pracy nad albumem powstało niemal 200 piosenek, a całość miała początkowo nosić tytuł Music to Clean Your House To.
Album poprzedziły single „Party for One”, „Now That I Found You” i „Too Much”, natomiast „Julien”, remix „No Drug like Me” oraz koncertowe wersje „Want You in My Room” i „The Sound” wydano jako single promocyjne. Płyta ukazała się w maju 2019, otrzymując bardzo dobre recenzje i osiągając średni sukces na listach przebojów. W tym samym miesiącu Carly Rae Jepsen wyruszyła w trasę koncertową o nazwie The Dedicated Tour. W maju 2020 wydany został album Dedicated Side B z niewydanymi utworami powstałymi podczas sesji nagraniowych do Dedicated.

## Lista utworów
Wersja podstawowa
1. „Julien” – 3:54
2. „No Drug like Me” – 3:28
3. „Now That I Found You” – 3:20
4. „Want You in My Room” – 2:46
5. „Everything He Needs” – 3:38
6. „Happy Not Knowing” – 2:41
7. „I'll Be Your Girl” – 2:58
8. „Too Much” – 3:17
9. „The Sound” – 2:51
10. „Automatically in Love” – 3:33
11. „Feels Right” (oraz Electric Guest) – 2:43
12. „Right Words Wrong Time” – 3:20
13. „Real Love” – 3:54

Bonusy na wersji deluxe
14. „For Sure” – 3:04
15. „Party for One” – 3:03
Bonusy na japońskiej wersji CD
16. „Now That I Found You” (Until Dawn Remix) – 5:23
17. „Party for One” (More Giraffes Remix) – 2:46

## Pozycje na listach
| Kraj                               | Pozycja |
| ---------------------------------- | ------- |
| Australia (ARIA Charts)            | 33      |
| Irlandia (IRMA)                    | 39      |
| Japonia (Oricon)                   | 32      |
| Kanada (Billboard Canadian Albums) | 16      |
| Nowa Zelandia (Recorded Music NZ)  | 40      |
| Stany Zjednoczone (Billboard 200)  | 18      |
| Szwajcaria (Alben Top 100)         | 71      |
| Wielka Brytania (UK Albums Chart)  | 26      |